# Nematoproctus daubichensis
Nematoproctus daubichensis är en tvåvingeart som beskrevs av Stackelberg 1976. Nematoproctus daubichensis ingår i släktet Nematoproctus och familjen styltflugor. Inga underarter finns listade i Catalogue of Life.